# Milano-Torino 1915
La Milano-Torino 1915, nona edizione della corsa, si svolse il 25 aprile 1915 su un percorso di 260 km. La vittoria fu appannaggio dell'italiano Costante Girardengo, che completò il percorso in 9h28'27", precedendo i connazionali Giovanni Roncon e Lauro Bordin.

## Ordine d'arrivo (Top 10)
| Pos. | Corridore           | Squadra | Tempo    |
| ---- | ------------------- | ------- | -------- |
| 1    | Costante Girardengo | Bianchi | 9h28'27" |
| 2    | Giovanni Roncon     | Ganna   | s.t.     |
| 3    | Lauro Bordin        | Dei     | s.t.     |
| 4    | Ezio Corlaita       | Dei     | s.t.     |
| 5    | Pietro Aymo         | Maino   | s.t.     |
| 6    | Luigi Lucotti       | Bianchi | a 1'13"  |
| 7    | Carlo Durando       | Dei     | a 1'18"  |
| 8    | Camillo Bertarelli  | Ganna   | a 1'33"  |
| 9    | Paride Ferrari      | -       | a 2'51"  |
| 10   | Leopoldo Torricelli | Maino   | a 8'25"  |